# Dark lady (single)
Dark lady is een single van Cher. Het was de voorloper van haar  gelijknamige album (mei 1974). De B-kant werd gevormd door Two people clinging to a thread van Gloria Sklerov en Harry Lloyd. Dark lady was de derde single van Cher als soloartieste die de Nederlandse hitparade haalde.

## Geschiedenis
Dark lady is geschreven door John Durrill van The Ventures. Hij had een aantal nummers geschreven en speelde die thuis bij muziekproducent Snuff Garrett voor. Cher nam daar een van op (Dixie girl). Even later toen hij op tournee was in Japan berichtte hij dat hij met een nieuw lied bezig was. Via telegramverkeer ging de onvoltooide tekst heen en weer en Garrett wilde het wel hebben, maar dan “moesten er dooien vallen”.
De inhoud van het lied gaat over een waarzegster (dark lady) die tegen haar klant uit New Orleans zegt dat ze door haar man bedrogen wordt met een “bekende”. Op de weg terug naar huis herinnert de klant de geur van het parfum van de waarzegster en de geur die haar man mee naar huis neemt; het is een en dezelfde. De klant neemt een geweer mee en gaat terug naar de waarzegster, die zij in de armen van haar man aantreft. De klant (en dus verteller) schiet beiden dood.  
Voor de single werden twee filmpjes gemaakt. Een waarin Cher zelf optrad en een die als cartoon werd uitgevoerd. Die met Cher zelf was in 1973 al te zien, hetgeen er op kan wijzen dat het nummer al in 1973 opgenomen is. Het nummer werd pas veel later weer live gezongen en stond bij haar comeback (Turn back time) regelmatig op de setlist.

## Lijsten
De single was eerst alarmschijf

### Nederlandse Top 40
| Hitnotering: week 5/1974 t/m week 10/1974 | Hitnotering: week 5/1974 t/m week 10/1974 | Hitnotering: week 5/1974 t/m week 10/1974 | Hitnotering: week 5/1974 t/m week 10/1974 | Hitnotering: week 5/1974 t/m week 10/1974 | Hitnotering: week 5/1974 t/m week 10/1974 | Hitnotering: week 5/1974 t/m week 10/1974 | Hitnotering: week 5/1974 t/m week 10/1974 |
| Week:                                     | 1                                         | 2                                         | 3                                         | 4                                         | 5                                         | 6                                         |                                           |
| ----------------------------------------- | ----------------------------------------- | ----------------------------------------- | ----------------------------------------- | ----------------------------------------- | ----------------------------------------- | ----------------------------------------- | ----------------------------------------- |
| Positie:                                  | 38                                        | 22                                        | 19                                        | 17                                        | 27                                        | 38                                        | uit                                       |

### NederlandseSingle Top 100
| Hitnotering: 09-02-1974 t/m 08-03-1974 | Hitnotering: 09-02-1974 t/m 08-03-1974 | Hitnotering: 09-02-1974 t/m 08-03-1974 | Hitnotering: 09-02-1974 t/m 08-03-1974 | Hitnotering: 09-02-1974 t/m 08-03-1974 | Hitnotering: 09-02-1974 t/m 08-03-1974 |
| Week:                                  | 1                                      | 2                                      | 3                                      | 4                                      |                                        |
| -------------------------------------- | -------------------------------------- | -------------------------------------- | -------------------------------------- | -------------------------------------- | -------------------------------------- |
| Positie:                               | 28                                     | 21                                     | 15                                     | 29                                     | uit                                    |

### BelgischeBRT Top 30
| Hitnotering: 02-03-1974 t/m 05-04-1974 | Hitnotering: 02-03-1974 t/m 05-04-1974 | Hitnotering: 02-03-1974 t/m 05-04-1974 | Hitnotering: 02-03-1974 t/m 05-04-1974 | Hitnotering: 02-03-1974 t/m 05-04-1974 | Hitnotering: 02-03-1974 t/m 05-04-1974 | Hitnotering: 02-03-1974 t/m 05-04-1974 |
| Week:                                  | 1                                      | 2                                      | 3                                      | 4                                      | 5                                      |                                        |
| -------------------------------------- | -------------------------------------- | -------------------------------------- | -------------------------------------- | -------------------------------------- | -------------------------------------- | -------------------------------------- |
| Positie:                               | 15                                     | 15                                     | 26                                     | 30                                     | 28                                     | uit                                    |